# Машарипов, Рахим
Рахим Машарипов (род. 18 августа 1963, Ургенч) — советский самбист, чемпион (1989) и бронзовый призёр (1990) чемпионатов СССР, победитель (1990) и серебряный призёр (1988) розыгрышей Кубка СССР, серебряный призёр чемпионата Европы 1991 года, серебряный призёр чемпионата мира 1989 года, мастер спорта СССР международного класса, тренер по боевому самбо. Выступал во полулёгкой весовой категории (до 57 кг). Одним из наиболее известных воспитанников Машарипова является Зафар Аллабергенов (1989) — неоднократный чемпион Азии, обладатель Кубка мира 2019 по боевому самбо.

## Спортивные результаты
- Кубок СССР по самбо 1987 года — 5;
- Кубок СССР по самбо 1988 года — ;
- Чемпионат СССР по самбо 1989 года — ;
- Кубок СССР по самбо 1990 года — ;
- Чемпионат СССР по самбо 1990 года — ;[2]